# Pino Gordo
Pino Gordo, česky lze přeložit jako Tlustá borovice, je mohutný soliterní památný strom - borovice kanárská (Pinus canariensis C.Sm). Roste ve svahu na okraji lesa u silnice TF-21 nad městem Vilaflor de Chasna u hranic přírodního parku Parque natural de la Corona Forestal v comarce Abona v provincii Santa Cruz de Tenerife na ostrově Tenerife na Kanárských ostrovech ve Španělsku.

## Historie a popis
Je to úctyhodný populární a cca 800 let starý strom. Obvod kmene ve výčetní výšce se nejčastěji udává 9,36 m (nejmenší průměr kmene je 3,1 m a největší průměr je 3,16 m). Výška stromu je 45,12 m, což z něj činí obzvláště impozantní a vznosný exemplář tohoto odolného robustního druhu stromu. Pino Gordo a blízký (cca 150 m vzdálený) Pino de las dos Pernadas jsou dvě nejširší a nejvyšší borovice na Kanárských ostrovech. Pino Gordo je nejširším stromem Kanárských ostrovů a dokonce také druhý nejvyšší strom celého Španělska v žebříčku původních rostlinných druhů. Zajímavostí je také to, že Pino Gordo je považován za borovici vícekmennou, tedy za výsledek srůstu kmenů tří stromů. Kulturní význam stromu dokládá skutečnost, že buď Pino Gordo nebo Pino de las dos Pernadas je součástí heraldického znaku Vilafloru, v němž je tato kanárská borovice jedním ze čtyř prvků, které se v něm objevují. U stromu jsou informační tabule a okolí je upravené jako vyhlídka s lavičkami.

## Další informace
Pino Gordo je celoročně volně přístupný a je přístupný ze stejnojmenné autobusové zastávky a parkoviště, kde se schází po stezce směrem dolů.

## Galerie

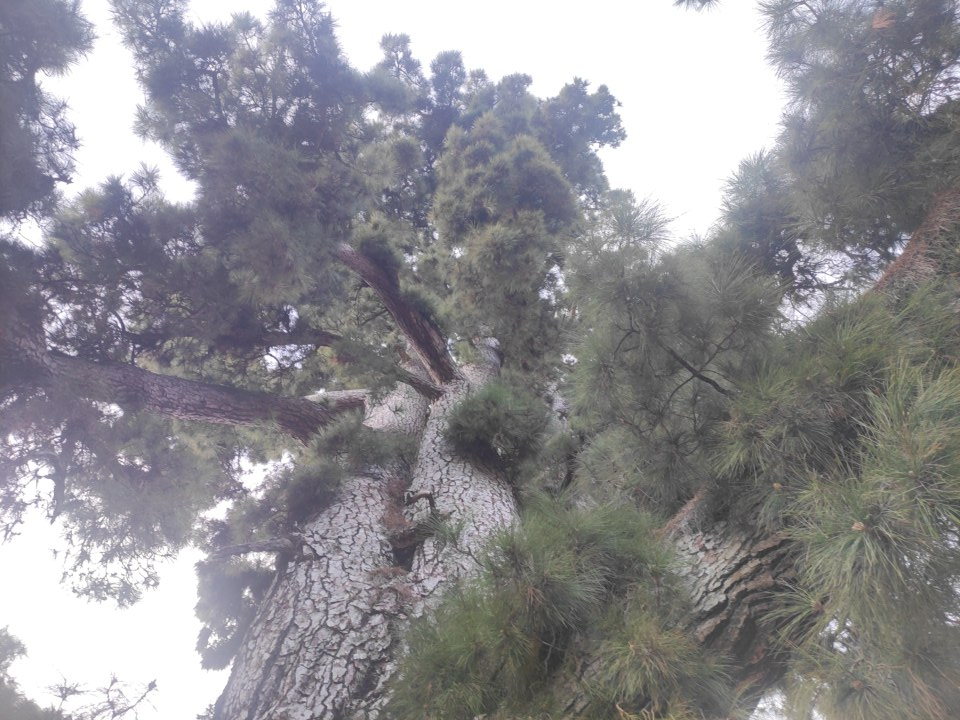
Pohled do koruny stromu
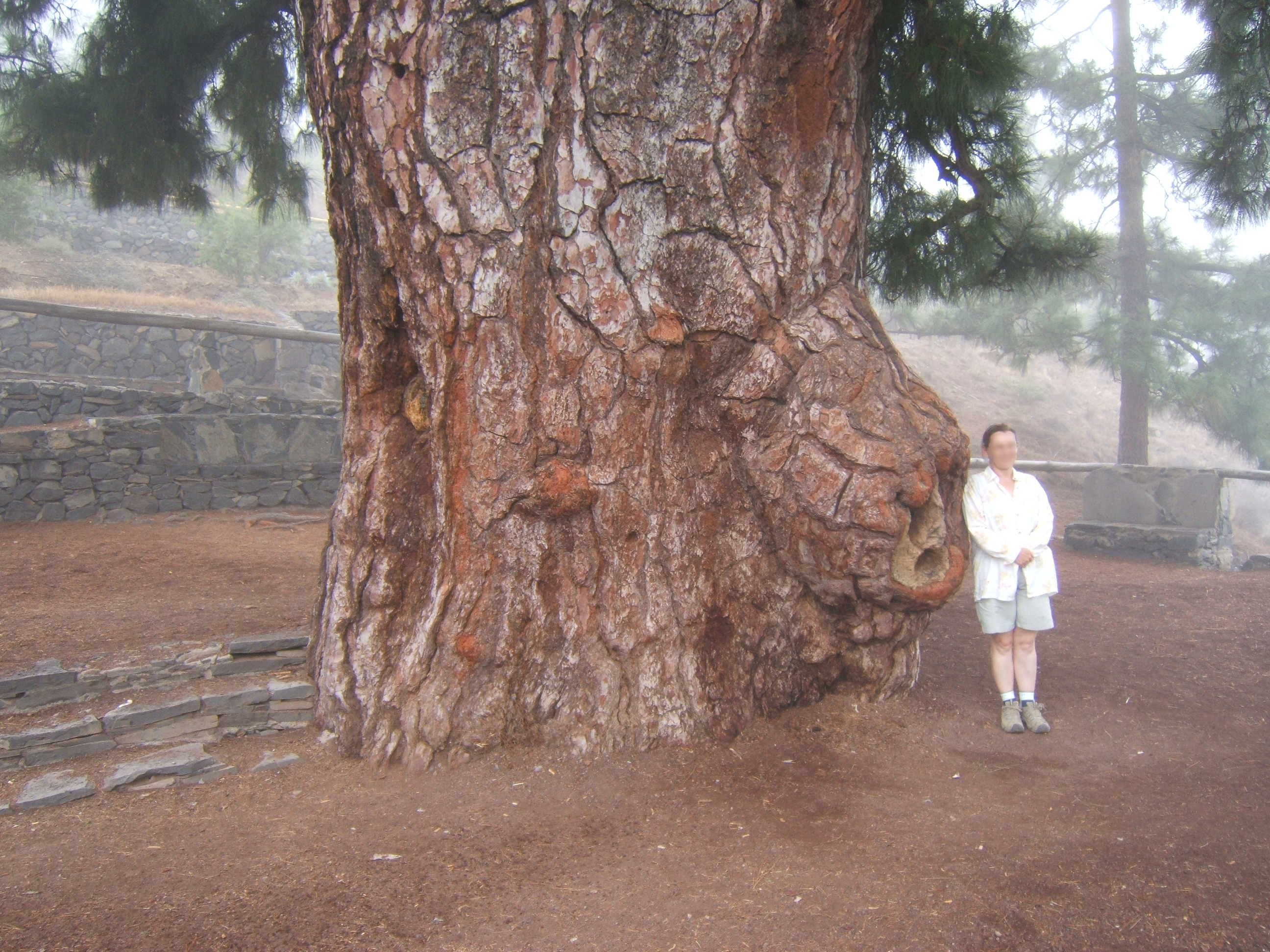
Kmen stromu
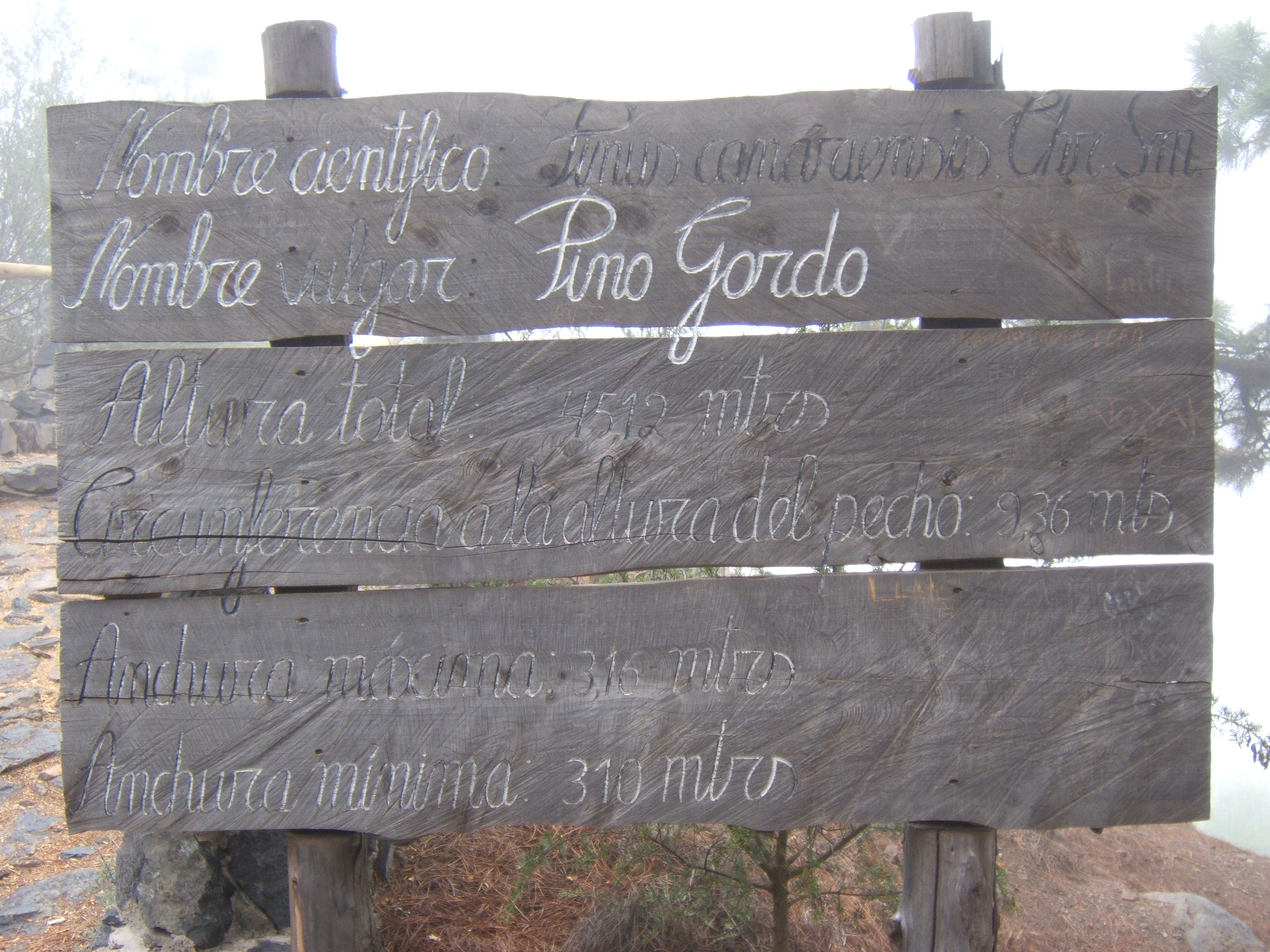
Informační panel u stromu
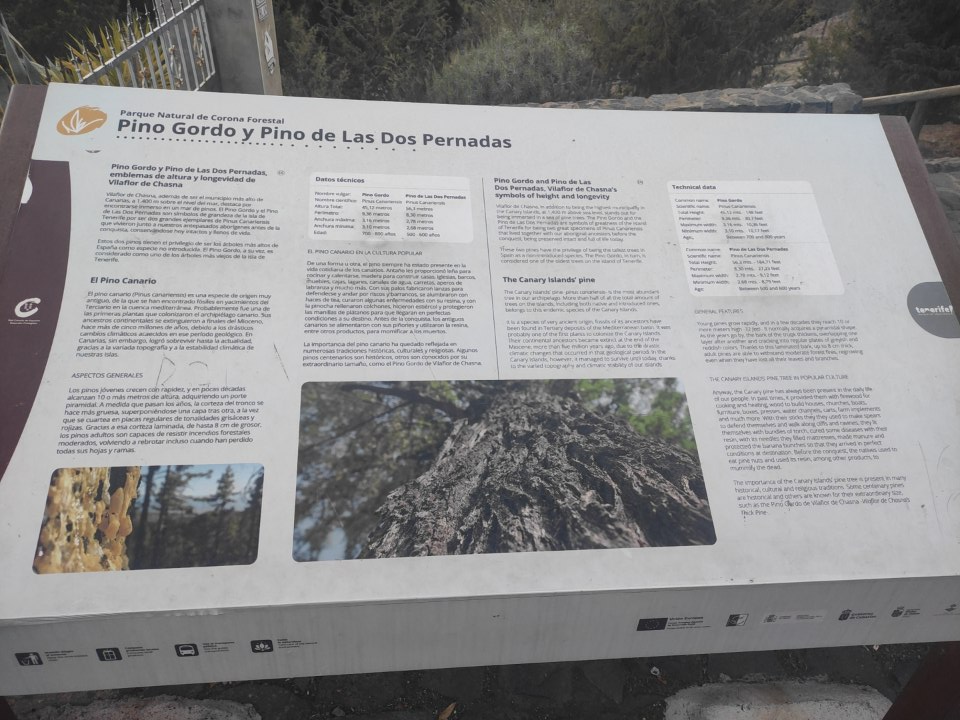
Informační panel u stromu